# Cèl·lules de Sertoli
Les cèl·lules de Sertoli funcionen com a cèl·lules de manteniment, subministrant suport metabòlic i estructural a les cèl·lules espermatogèniques en desenvolupament. Durant l'espermatogènesi les cèl·lules de Sertoli fagociten l'excés de citoplasma que desprenen les espermàtides. També influeix en el control de l'espermatogènesi i de l'espermiogènesi, ja que, sintetitza la proteïna ABP, la qual lliga els andrògens i n'augmenta la concentració a l'epiteli seminífer. La síntesi de l'ABP depèn de l'hormona fol·liculoestimulant (FSH). A més a més, sintetitza inhibina per a regular l'alliberament de la FSH i també estrògens.